# Eszperantó ábécé
Az eszperantó ábécé az eszperantó nyelv leírására használt latin betűs ábécé. 28 betűt tartalmaz ezek közül 5 magánhangzó, 22 mássalhangzó és egy félhangzó. Az eszperantó ábécé kiejtésjelölő, egy betű mindig egy konkrét hangot jelöl.

## Története
Az eszperantó ábécét a nyelv kezdeményezője, Lazar Markovics Zamenhof alkotta meg, először a La Unua Libro című könyvben publikálta.
Az eredeti ábécéből hiányoznak a q, w, x, y betűk, amelyek csak nevekben és meg nem honosodott szavakban fordulhatnak elő. Ezzel szemben az ábécé kiegészült az eszperantó nyelv saját betűivel: ĉ, ĝ, ĥ, ĵ, ŝ, ŭ.
Ez utóbbi betűket Zamenhof a szláv nyelvekből vette, de a hacsekeket megfordította, kúpos ékezetekké (circumflex, „kalap”) alakította, így jelezvén, hogy a nyelvnek nincs konkrét kapcsolata semmilyen szláv nyelvvel. Az egyetlen betű, melyen az ékezet két szára felfelé áll a ŭ betű, mivel nem mássalhangzót, hanem félhangzót jelöl.
A hiányzó latin betűket az őket kiejtésben megközelítő, és az ábécében szereplő betűk helyettesítik: Ekvadoro, Vaŝintono, Meksiko, Nova Jorko.

## A betűk nevei
A betűk neveit kétféleképpen képezhetjük. Eredetileg Zamenhof a magánhangzókat önállóan hagyta, a mássalhangzókhoz az -o betűt kapcsolta. A diakritikus betűknek volt alternatív neve is. Ennek megoldásnak megvolt az a hátránya, hogy egyes betűk könnyű összetéveszthetőek. Emiatt Kalocsay Kálmán kidolgozott egy új, eredeti megoldást, amely biztosítja a betűk összekeverhetetlenségét, ám ez sohasem terjedt el az eszperantó nyelvhasználatban.
| Betű | Zamenhof- változat | Kalocsay- változat | Betű | Zamenhof- változat | Kalocsay- változat |
| ---- | ------------------ | ------------------ | ---- | ------------------ | ------------------ |
| A    | a                  | a                  | M    | mo                 | om                 |
| B    | bo                 | be                 | N    | no                 | en                 |
| C    | co                 | ce                 | O    | o                  | o                  |
| Ĉ    | ĉo co ĉapela       | ĉa                 | P    | po                 | pa                 |
| D    | do                 | de                 | Q    | kvo                | ku                 |
| E    | e                  | e                  | R    | ro                 | ar                 |
| F    | fo                 | ef                 | S    | so                 | es                 |
| G    | go                 | ge                 | Ŝ    | ŝo so ĉapela       | eŝ                 |
| Ĝ    | ĝo go ĉapela       | ĝe                 | T    | to                 | ta                 |
| H    | ho                 | ha                 | U    | u                  | u                  |
| Ĥ    | ĥo ho ĉapela       | ĥi                 | Ŭ    | ŭo u luneta        | eŭ                 |
| I    | i                  | i                  | V    | vo                 | vi                 |
| J    | jo                 | je                 | W    | duobla vo          | duobla vi          |
| Ĵ    | ĵo jo ĉapela       | ĵi                 | X    | ikso               | ikso               |
| K    | ko                 | ka                 | Y    | ipsilono           | ipsilono           |
| L    | lo                 | el                 | Z    | zo                 | ze                 |

## Betűhelyettesítés
Mivel nem mindenhol van lehetőség az eredeti mellékjeles betűk alkalmazására, ezért már Zamenhof is kidolgozott egy rendszert ezek helyettesítésére, az úgynevezett h-rendszert. Ennek lényege, hogy az egyes betűk mellékjeleit (kalapjait) úgy jelezzük, hogy az ékezet nélküli betű után berakunk egy néma h betűt. Ennél a kódolásnál az ŭ félhangzó másik irányba forduló mellékjelét (rövid ékezet, „breve”) külön nem jelezzük. A h-rendszer legnagyobb hibája, hogy a betűrendbe tétel nem felel meg az eredeti mellékjeles betűkének (például a chi nem a cu- után áll, hanem a ci- után), így ettől függetlenül még két rendszer is kialakult.
Az x-rendszer a legelterjedtebb, széles körben használt, és a szükségleteket jól kielégíti. Ez esetben a mellékjeleket egy szintén néma x betű betoldásával jelezzük, melyet a félhangzó ŭ esetében is kiteszünk (ux). Az X-rendszer használata mellett szól az is, hogy így kevésbé sérül az egy betű−egy hang elve, mivel x nem szerepel az eszperantó ábécében.
A ^-rendszer főleg számítógépes használatban jelent meg, ennek elve, hogy mindig kitesszük a kalapot (^) az érintett betű elé vagy mögé. Ez a rendszer a H-rendszerhez hasonlóan szintén nem jelöli külön a ŭ ékezetét. A betű mögé ^-jelet író rendszer a post (~ után), a betű elé ^-jelet író rendszert pre (~ előtt) nevet viseli. Ezek a módszerek igazából sohasem terjedtek el a használatban, mivel a szöveg így nehezebben olvashatóvá válik.
| Eredeti betűsor | ĉ  | ĝ  | ĥ  | ĵ  | ŝ  | ŭ  |
| --------------- | -- | -- | -- | -- | -- | -- |
| H-rendszer      | ch | gh | hh | jh | sh | u  |
| X-rendszer      | cx | gx | hx | jx | sx | ux |
| pre-^-rendszer  | ^c | ^g | ^h | ^j | ^s | u  |
| post-^-rendszer | c^ | g^ | h^ | j^ | s^ | u  |

## Az eszperantó betűk más megjelenítési módjai
- A Morse-ábécé eszperantó jelei
- Eszperantó betűk a Braille-írásban
- Számítógépes ábrázolások (Unicode, HTML)